# Grönsakstorget
Kursiv text:För torget i Jönköping, se Grönsakstorget, Jönköping

Grönsakstorget 3/Basargatan 4 på 1880-talet.

Grönsakstorget är ett torg i stadsdelen Inom Vallgraven i Göteborg. Det ligger mellan Västra Hamngatan och Lilla Korsgatan och parallellt med Vallgraven i sydost. Enligt en förordning från 1876 skulle all försäljning inom Vallgraven av grönsaker, rotfrukter och trädgårdsprodukter ske på just detta torg. Torget uppmättes till 1 590 kvadratmeter år 1900. Fastighetsbeteckningarna kring torget är: Inom Vallgraven 27:1, Inom Vallgraven 27:2 och Inom Vallgraven 26:8.

## Historia
På platsen för torget låg under 1600- och 1700-talen en kurtin mellan bastionerna Johannes Dux och Carolus Dux. Efter att murar och befästningsverk började rivas år 1807, anlades här en ovanligt prunkande trädgård som tillhörde den tyske sockerbruksmästaren Flottweg. Trädgården övertogs på 1860-talet av handlaren E. Polemann, som 1876 förvandlade platsen till ett centrum för frukt, grönsaker och blommor.
Transporterna hit var ofta långväga och kommersen började på onsdagar och lördagar vid 5-tiden, andra dagar vid 6-7-tiden. Speciellt känd var gumman Elvira Kjellberg som under åren 1888-1928 stod på torget i alla väder, och vid sin avskedsintervju 1928 sålde hon päron för 75 öre per liter. I Vallgraven nedanför torget bedrevs det handel med potatis från förtöjda fraktskutor och fiskarna landade här saltsill, anjoviskaggar och spillånga.
På grund av bristande renhållning beslöt staden att belägga torget med asfalt år 1888. Samtidigt stensattes omgivande gator med tuktad sten. Kostnaden för allt arbete blev 26 500 kronor.
Den fastighet som mest dominerat torgmiljön är det vita klassicistiska hus med en stor grön kopparkupol i hörnet av Grönsakstorget 3 och Basargatan 4. Det uppfördes 1850 som bostadshus, butik och lager för handelsman B. Thulin. Huset ritades av stadsarkitekt Heinrich Kaufmann. År 1891 köpte Göteborgs och Bohus Läns Sparbank huset och samtidigt kröntes hörntornet av sin kopparkupol. Eckersteins bokhandel flyttade hit 1975 från Betlehemshuset (Vasagatan 26-30). Första Sparbanken tog över 1991 och senare Arbetsförmedlingen. Huset inrymmer sedan i september 2004 generalkonsulatet för Folkrepubliken Kina. Det flyttade hit från Westsam-huset vid Partihallarna i samband med Ostindiefararens sjösättning.
År 1918 fanns det förslag om att försköna torget med en springbrunn i brons och samtidigt bygga ett valvliknande tak över Lilla Korsgatan. Planerna förverkligades dock aldrig.
År 1921 anlades en terrass med sommarrestaurang, utanför dåvarande Sahlgrenska sjukhuset. I sjukhusparken placerade man en musikpaviljong i tempelform.
I maj 2020 röstade kulturnämnden för Göteborgs stad ned ett förslag att döpa om Grönsakstorget till "Gui Minhais torg". Förslaget hade lyfts av bland annat Liberala ungdomsförbundet för att uppmärksamma fallet kring den fängslade svenske förläggaren Gui Minhai i Kina, då det kinesiska konsulatet ligger vid torget. Anledningarna som gavs för avslaget var att det bröt mot formalia, då en person måste ha varit död i minst fem år innan en plats kan döpas efter den, samt att det bröt mot god ortnamnssed där etablerade platsnamn inte bör ändras.

## Grönsakstorget spårvagnshållplats
Grönsakstorget trafikeras av spårvagnslinje 2, 6 och 9.

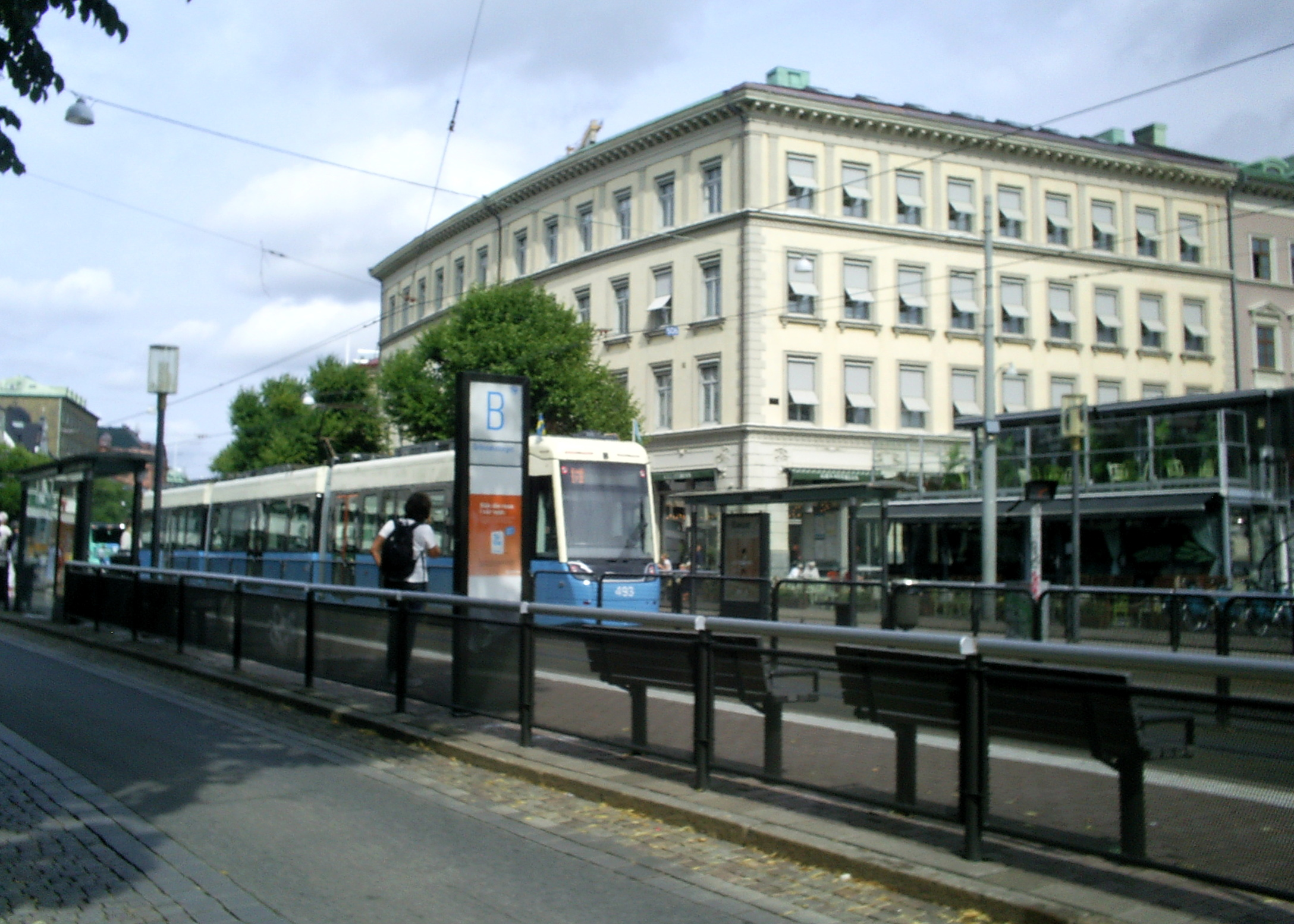
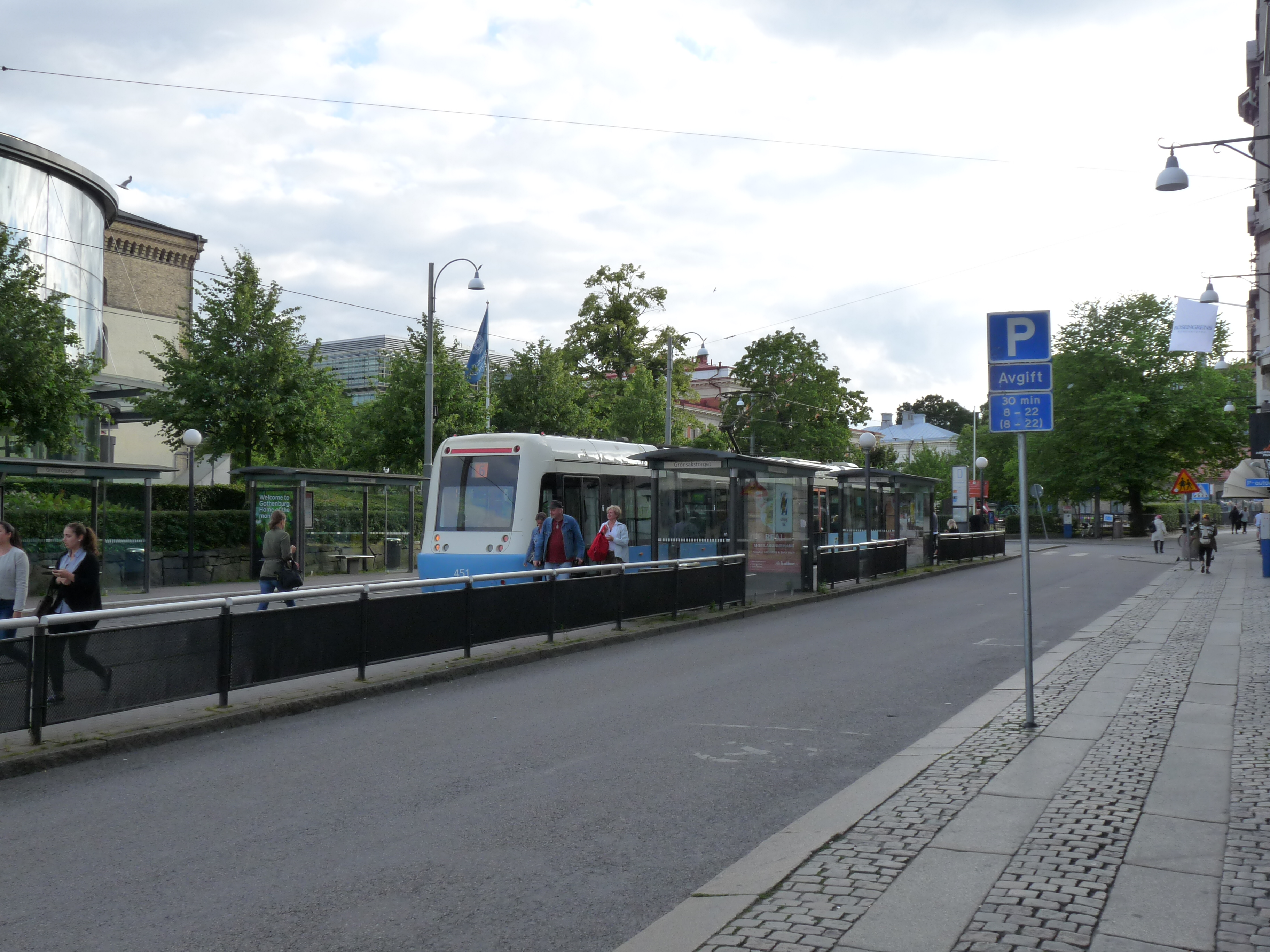